# Archanara aerata
Archanara aerata är en fjärilsart som beskrevs av Butler 1878. Archanara aerata ingår i släktet Archanara och familjen nattflyn. Inga underarter finns listade i Catalogue of Life.